# Ni vue, ni connue
Pour les articles homonymes, voir Ni vu, ni connu.
Ni vue, ni connue (Pretend You Don't See Her) est un roman policier américain de Mary Higgins Clark publié en 1997.
La traduction française du roman par Anne Damour est publiée la même année à Paris chez Albin Michel.

## Résumé
Alors qu'elle s'apprête à vendre un bel appartement dans Manhattan, Lacey Farrell, jeune agent immobilier, est témoin du meurtre de la propriétaire Isabelle Waring. Celle-ci lui avait fait des confidences sur la mort de sa fille Heather, jeune actrice de Broadway, dans un "étrange" accident d'automobile. Avant de mourir elle confie à Lacey le journal de la jeune fille, et lui demande de le remettre au père d'Heather. Lacey en a trop vu et détient un document qui pourrait révéler les véritables circonstances de la mort d'Heather, ainsi que le nom du responsable de cette mort ; sa vie bascule. Protégée par la police, contrainte à déménager et à changer d'identité, elle est néanmoins retrouvée par le meurtrier d'Isabelle, un tueur professionnel. La traque commence.

## Adaptation
- 2002 : Ni vue, ni connue (Pretend You Don't See Her), téléfilm canado-britannico-américain réalisé par René Bonnière, avec Emma Samms